# Microtus cabrerae
El topillo de cabrera (Microtus cabrerae) es una especie de roedor de la familia Cricetidae. La especie fue dedicada al naturalista español Ángel Cabrera.

## Descripción
Es un arvicolino robusto, entre los de mayor tamaño de su género, sin dimorfismo sexual. El pelaje es largo y espeso, de color pardo o gris olivaceo en el dorso y de color crema sucia en la región ventral. Los pies son parduscos con los dedos blanquecinos y la cola es gris pardusco por encima y amarillenta por debajo.

## Distribución
Endemismo ibérico, se han encontrado restos fósiles en el sur de Francia y el levante español, por lo que se considera que en la actualidad ocupa una área relicta. Su distribución actual está fragmentada en varios núcleos situados en el Prepirineo (Huesca y Zaragoza), Sistema Ibérico meridional (Cuenca, Guadalajara y Teruel), Sierras Béticas (Albacete, Jaén, Granada y Murcia), Sistema Central (Comunidad de Madrid, Toledo, Ávila, Cáceres, Salamanca y Segovia) y algunas áreas de la provincia de Zamora. La especie también está presente en áreas de la mitad sur de Portugal.

## Hábitat
Habita zonas climáticas estrictamente mediterráneas, rechazando los climas eurosiberianos. Precisa una cobertura herbácea que se mantenga verde todo el año, por lo que se establece en áreas con el nivel freático elevado: comunidades vegetales de juncales, gramíneas perennes y en menor medida carrizales y vegetación nitrófila de cuneta. Las colonias se encuentran en los pisos bioclimáticos meso y supramediterráneo y el rango altitudinal se extiende desde los 250 hasta los 1.500 metros.
Las poblaciones no experimentan los fuertes ciclos plurianuales de densidad que caracterizan a otras especies de topillos.

## Depredación
Es presa de rapaces como la lechuza común (Tyto alba), y el busardo ratonero (Buteo buteo) y de mamíferos carnívoros como el zorro rojo (Vulpes vulpes), visón americano (Neovison vison), gato montés (Felis silvestris) y turón europeo (Mustela putorius).

## Sistemática
En 1972, Chaline creó el subgénero Iberomys, para incluir a Microtus cabrerae y a su probable ancestro, Microtus brecciensis (especie extinta del Pleistoceno medio). Algunos autores mantienen la validez de este subgénero para este linaje endémico ibero-occitano con formas robustas, adaptadas a condiciones mediterráneas.
En 2014, Cuenca Bescós y colaboradores, basándose en las diferencias morfológicas y la historia evolutiva independiente, infieren una línea filogenética separada de M. cabrerae del resto de Microtus, por lo que proponen elevar a rango de género el término Iberomys, resultando la nueva combinación Iberomys cabrerae para esta especie.

## Amenazas
La amenaza más importante es la destrucción de su hábitat, la agricultura, las repoblaciones y cultivos forestales.